# 권영규
권영규(權寧奎, 1955년 3월 3일~)는 대한민국의 공무원이다. 서울특별시장 직무대행, 숭실대학교 행정학과 겸임교수 겸 한양대학교 행정학과 겸임교수를 맡았다.

## 학력
- 경안고등학교
- 경북대학교 경제학 학사
- 서울대학교 행정대학원 행정학 석사
- 인디애나 대학교 대학원 행정학 석사
- 서울시립대학교 대학원 행정학 박사

## 경력
| 연도             | 사항                                            |
| ---------------- | ----------------------------------------------- |
| -                | 서울특별시청 문화국장                           |
| -                | 서울특별시청 행정국장                           |
| -                | 서울특별시청 경영기획실장                       |
| -                | 서울특별시 행정1부시장                          |
| 2011.8 ~ 2011.10 | 서울특별시장 권한대행                           |
| 2012.3 ~ 2014.2  | 국민생활체육회 사무총장                         |
| 2015.2 ~ 2016.1  | 한국국제협력단 KOICA 파라과이 노동부 자문단원   |
| 2016.7 ~ 2017.6  | 한국국제협력단 KOICA 파라과이 노동부 자문단원   |
| 2018.5 ~ 2019.5  | 한국국제협력단 KOICA 콜롬비아 보고타시청 자문단 |
| 2021.7           | 국민의힘 인재영입위원회 위원                    |
| 2021.9 ~         | 국민의힘 입당                                   |
| 2021.10 ~ 2023.4 | 서울시자원봉사센터 이사장                       |
| 2023.5 ~         | 제33대 대한적십자사 서울특별시지사 회장         |

## 수상
| 연도 | 사항         |
| ---- | ------------ |
| 1992 | 근정포장     |
| 2002 | 홍조근정훈장 |
| 2012 | 황조근정훈장 |

## 도서
| 출판일          | 제목                  |
| --------------- | --------------------- |
| 2016년 3월 10일 | 시민행복을 디자인하다 |

| 전임 나진구 | 제40대 서울특별시 행정제1부시장 2010년 7월 1일~2011년 10월 26일 | 후임 김상범 |

| 전임 오세훈 | 서울특별시장 권한대행 2011년 8월 27일~2011년 10월 26일 | 후임 박원순 |